# Parque nacional Wapusk
El parque nacional Wapusk es un parque nacional canadiense ubicado en la provincia de Manitoba, Canadá. El parque está situado en la ecozona Planicies de Hudson, 45 km al sur de Churchill en el noreste de Manitoba, en las orillas de la bahía de Hudson. El acceso al parque es limitado debido a su ubicación remota.

## Galería

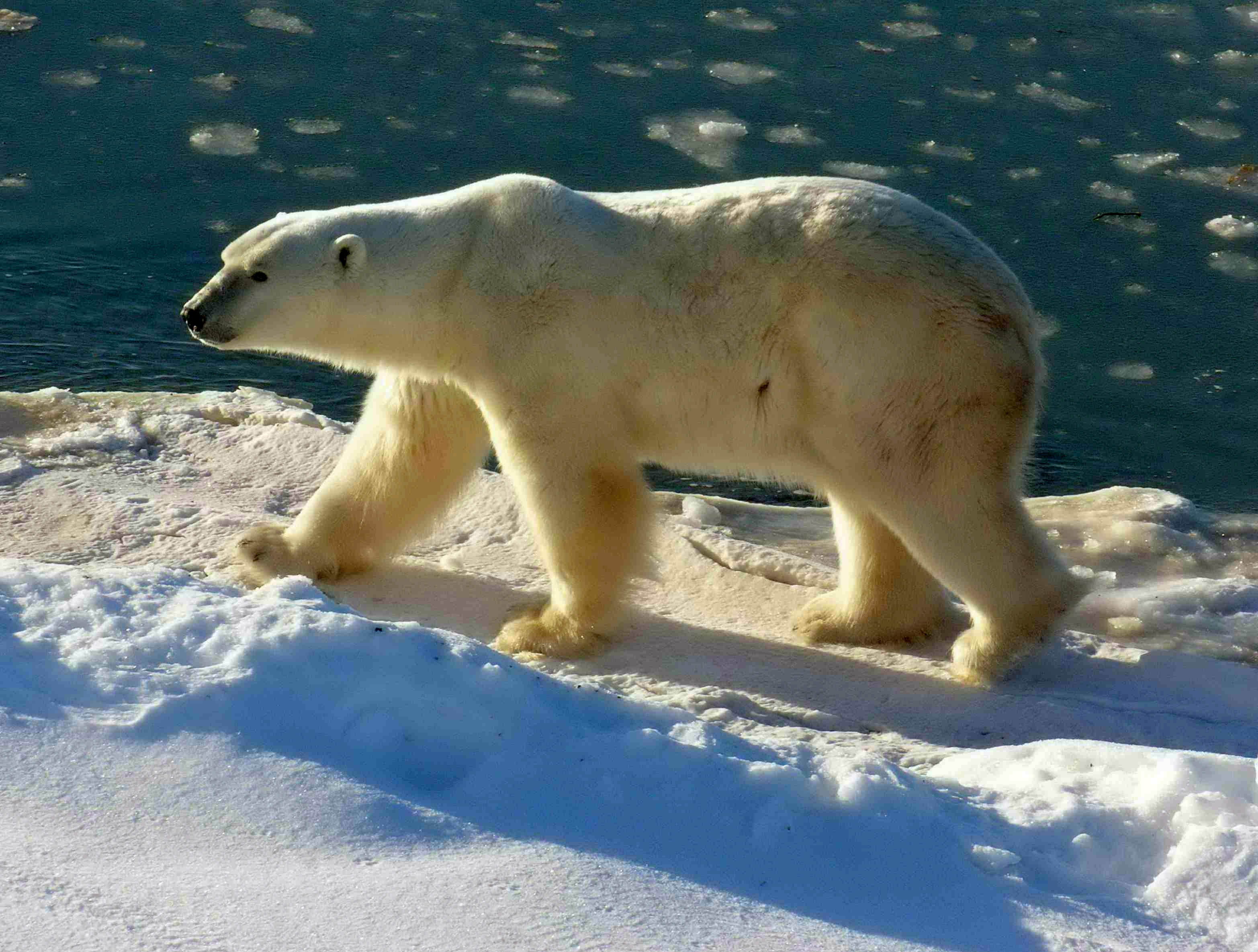
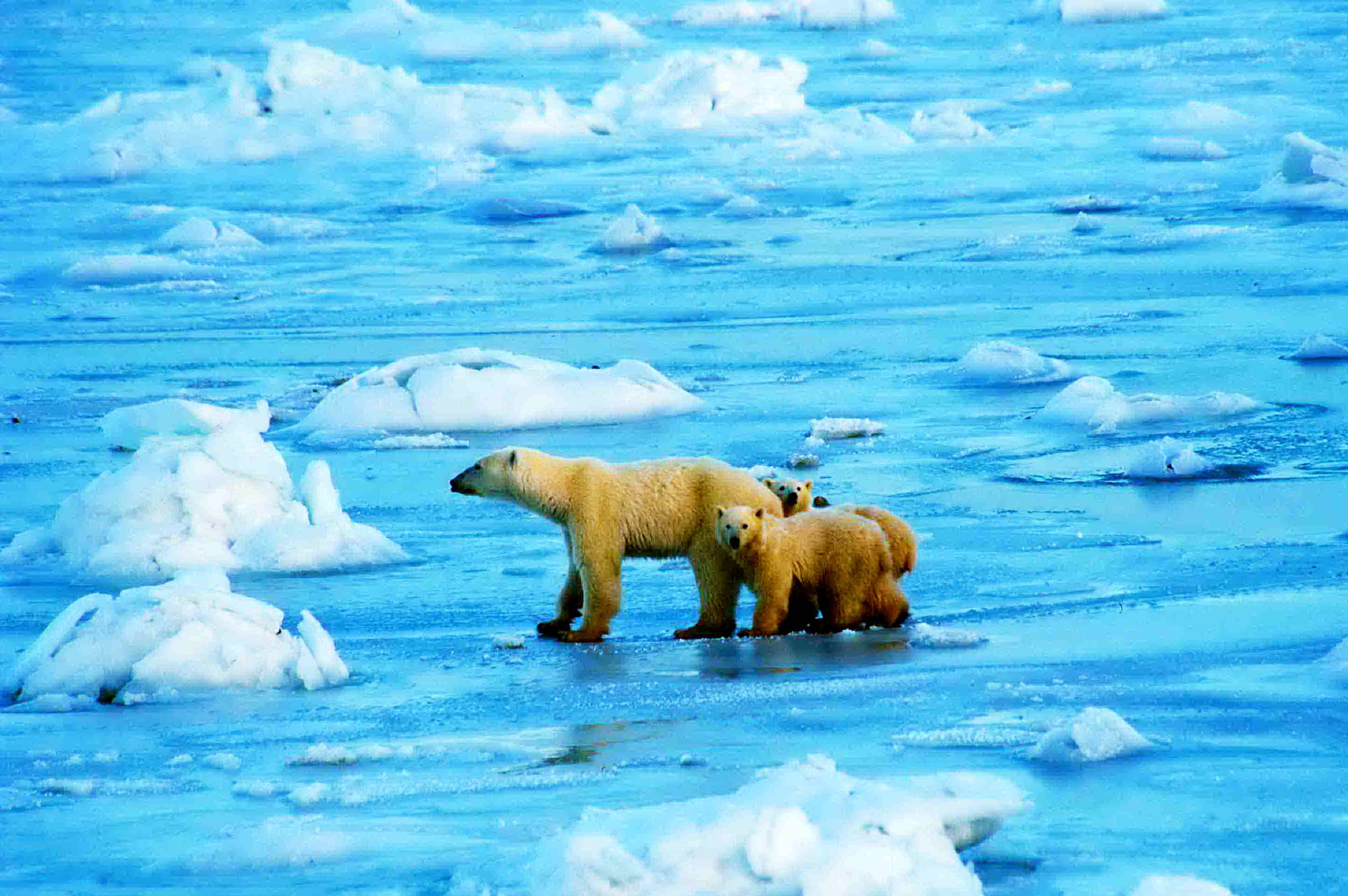
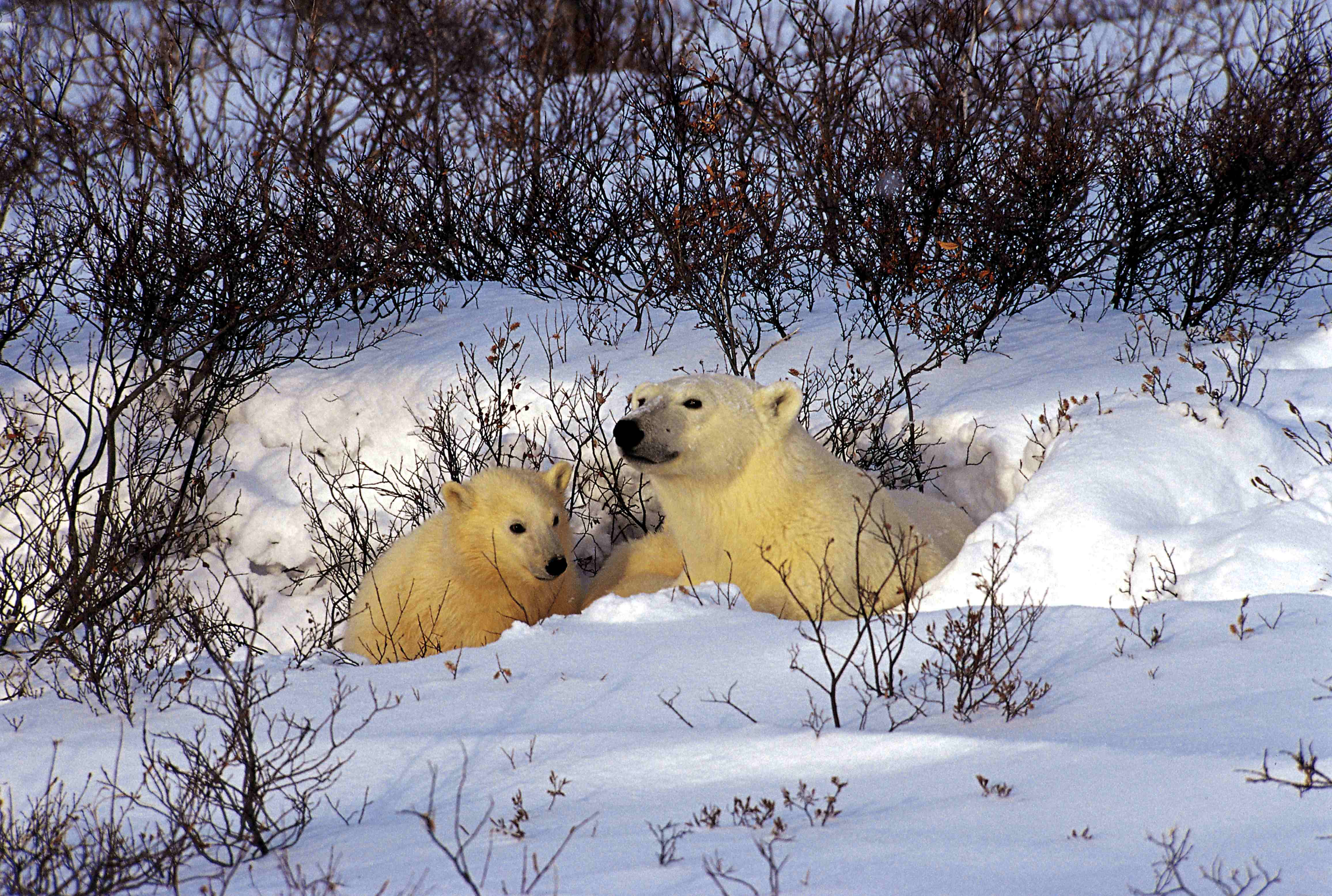
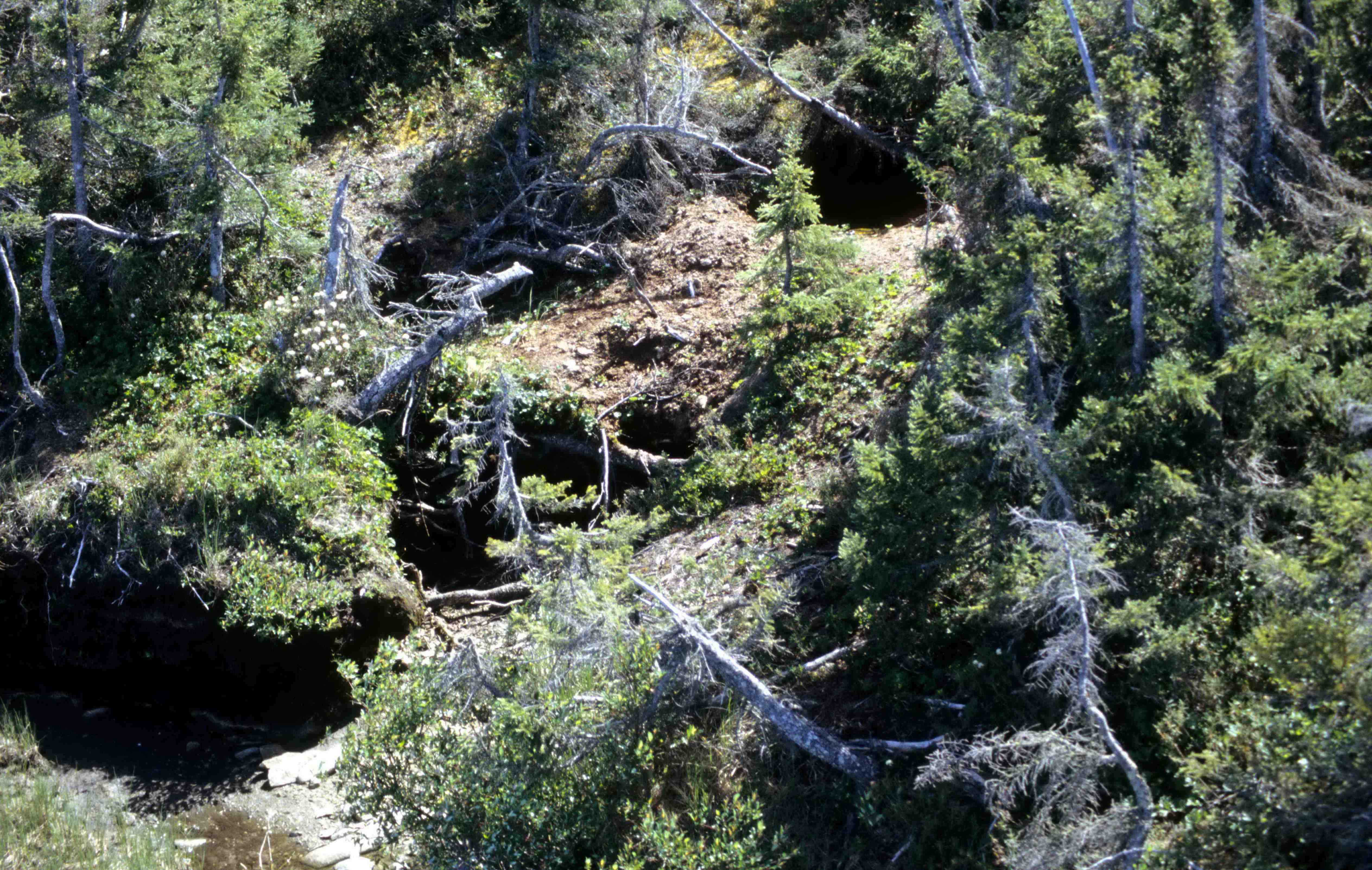
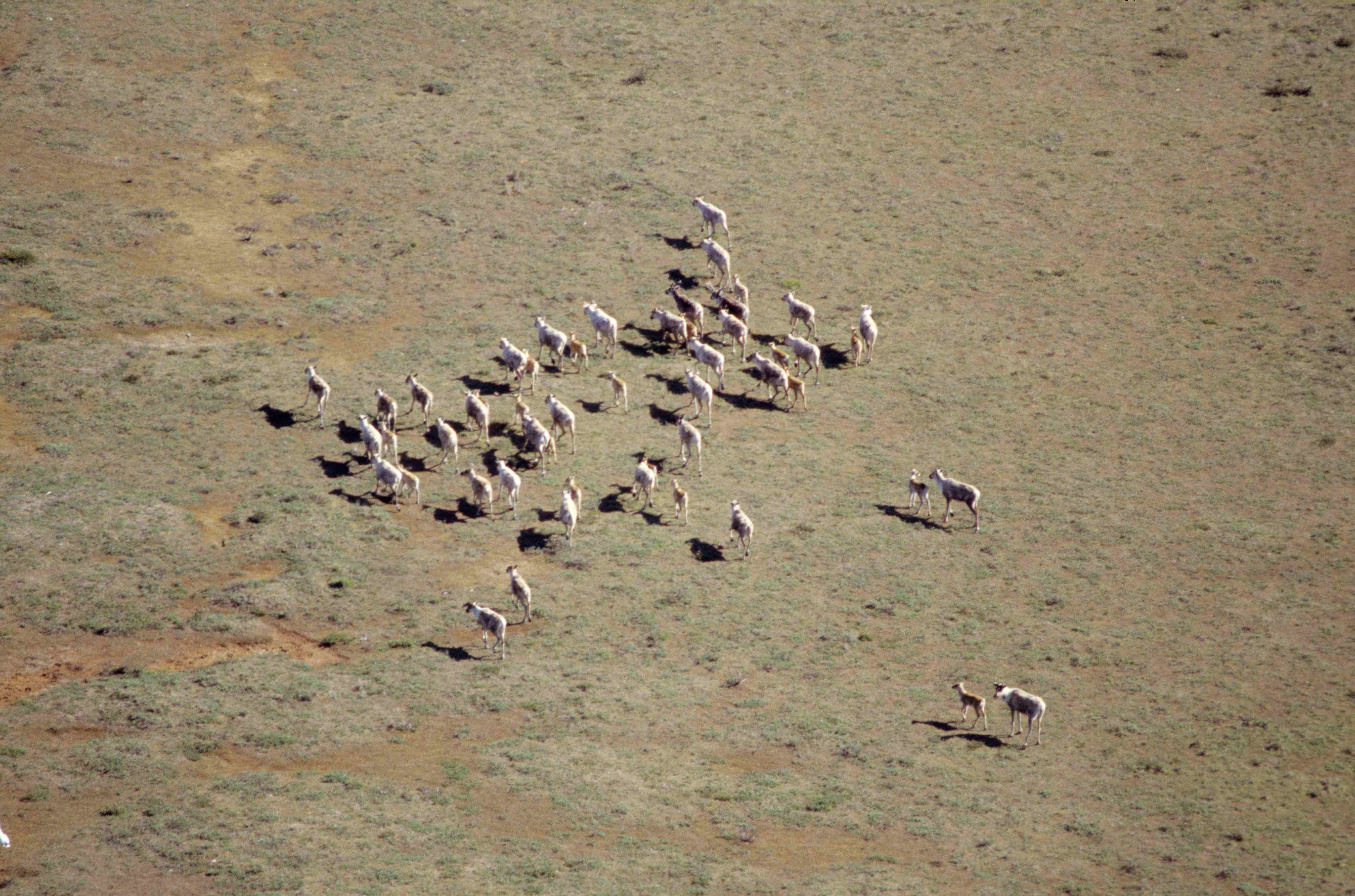
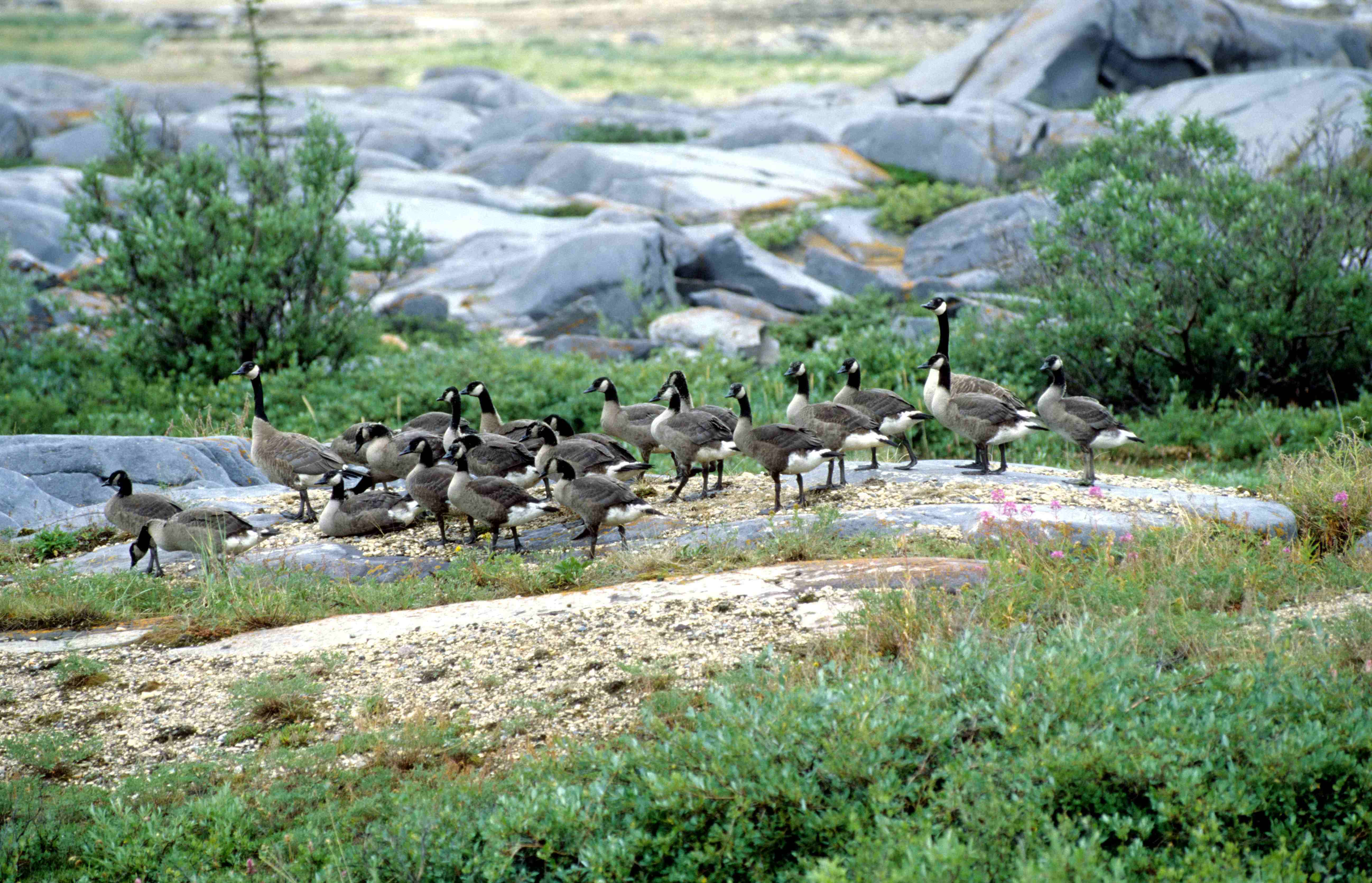
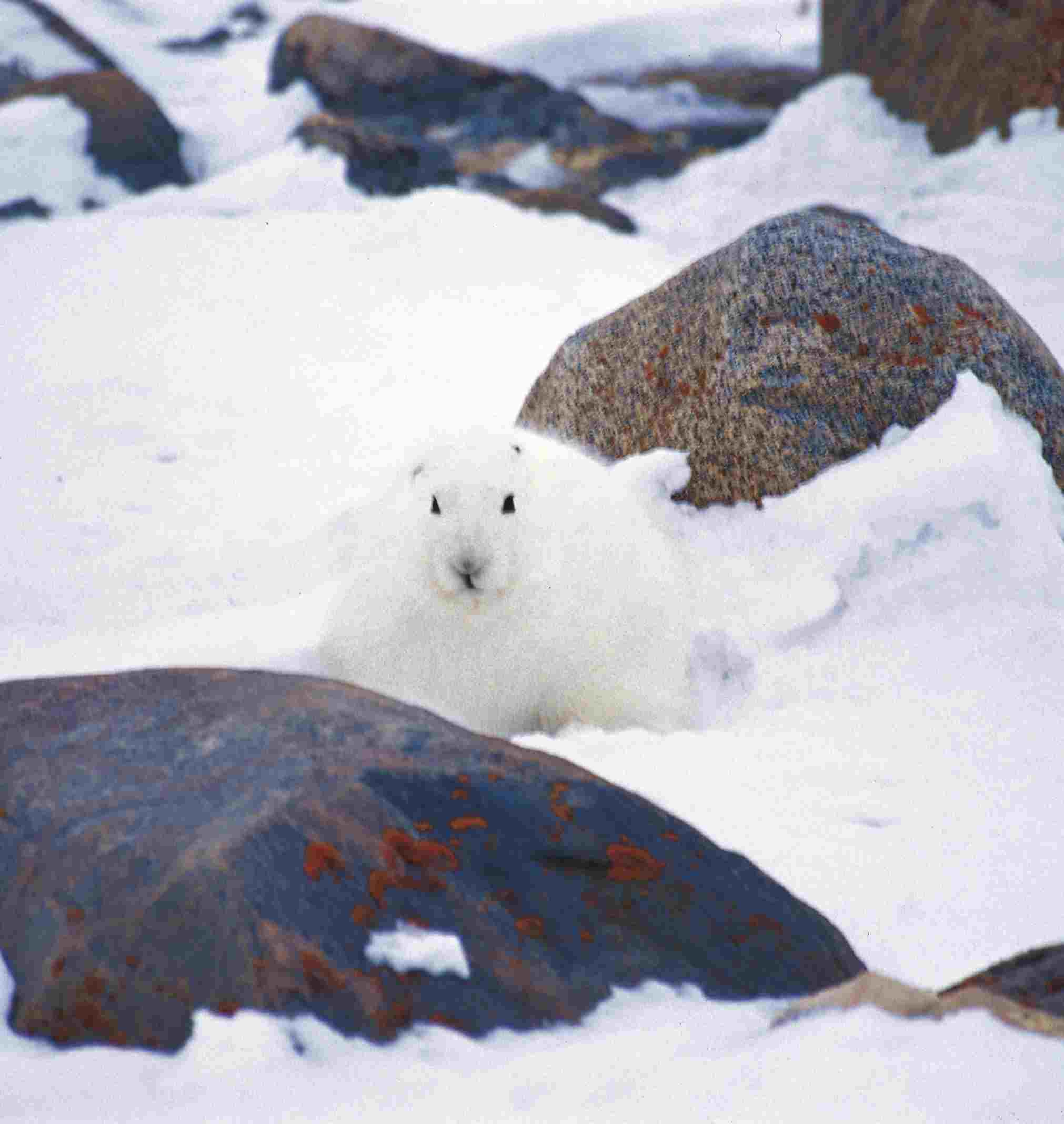
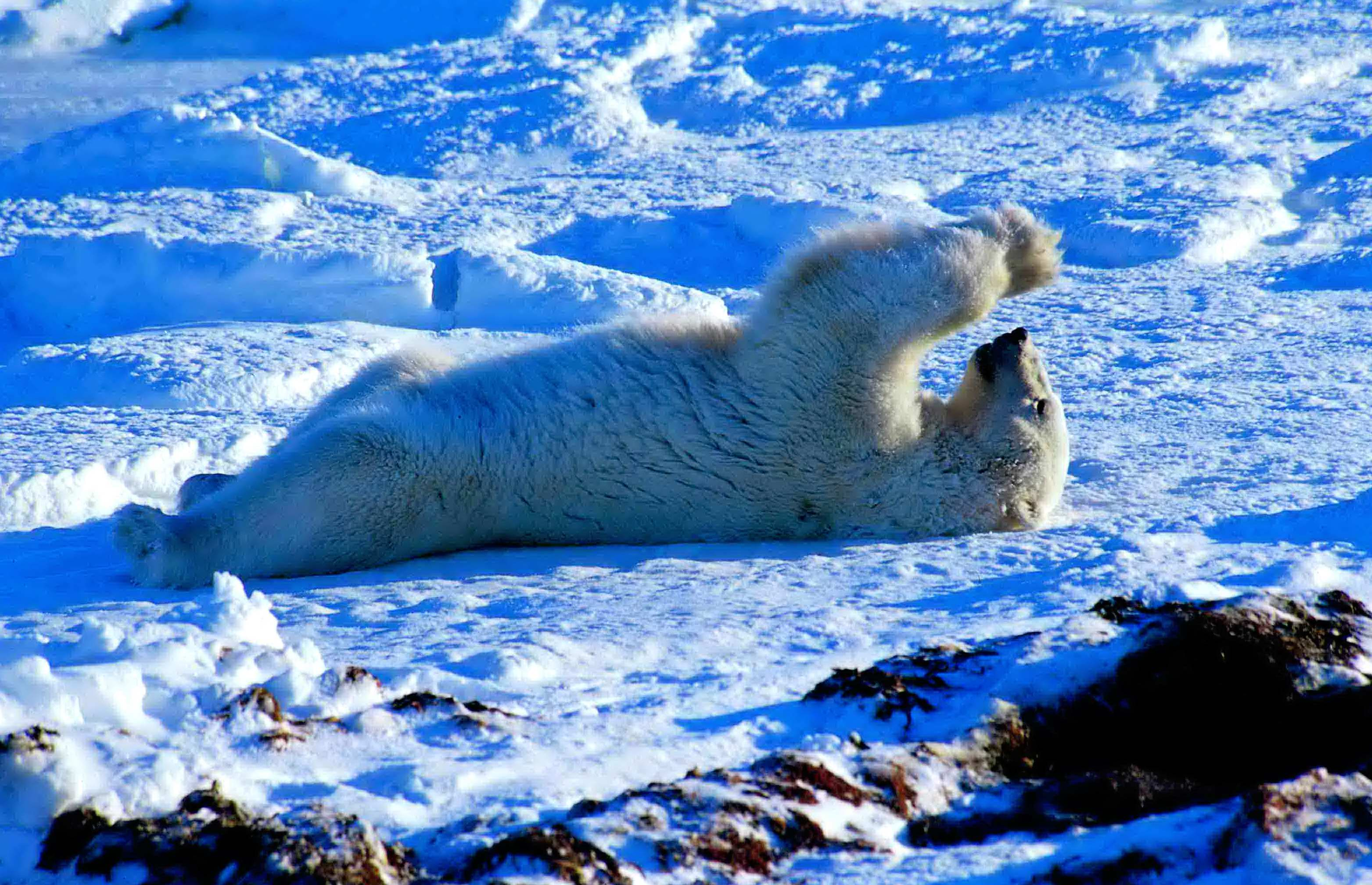